# Лавель, Луи
Луи Лавель (15 июля 1883, Сен-Мартен-де Виллераль — 1 сентября 1951, Париж) — французский философ, глава школы философии духа в неоавгустинианстве.

## Биография и взгляды
C 1941 года — профессор в Коллеж де Франс. Исходным пунктом для него были учения Мэн де Бирана, Лейбница, Шеллинга. Близко стоял к неотомизму. Из бытия, которое в сущности есть Бог, вытекают все способы участия в нём; существование есть чистая возможность участия в бытие; действительность есть бытие данного существования, она — явление и объект. Этим трём основным онтологическим категориям соответствуют три аксиологические: добро, ценность, идеал.

## Основные произведения
- «De l'être», 1927;
- «La dialectique de l’eternel present», 1927—1945;
- «La presence totale», 1934;
- «De l’acte», 1937;
- «La parole et l'écriture», 1942;
- «La philosophic francaise entre les deux guerres», 1942;
- «Du temps et de reternite», 1945;
- «Introduction a L’ontologie», 1947;
- «Les puissances du moi», 1948;
- «De l'âme humaine», 1951;
- «Tratte des valeurs», 1951—1955